# Iramba (langue)
Pour les articles homonymes, voir Iramba.
L'iramba (ou nilamba, niramba, nilyamba, nyilamba, ikinilamba, ikiniramba, ilamba, kinilamba, kiniramba) est une langue bantoue parlée au centre-nord de la Tanzanie par les populations Iramba.
Le nombre de locuteurs était estimé à 440 000 en 1987, à 682 000 en 2016.